# Turkish-Airlines-Flug 6491
Auf dem Turkish-Airlines-Flug 6491 (Flugnummer: TK6491 bzw. THY6491) stürzte am 16. Januar 2017 ein Frachtflugzeug des Typs Boeing 747-400F in das Dorf Datscha-Suu (kirg.: Дача-Суу; Region Tschüi, Kirgisistan) nahe dem Flughafen Manas, wo eine planmäßige Zwischenlandung stattfinden sollte. Die Maschine der ACT Airlines war von Turkish Airlines im Wet-Lease angemietet worden. Die vier Besatzungsmitglieder und 35 Einwohner des Dorfes kamen bei dem Unfall ums Leben; zudem wurden 37 Einwohner verletzt.

## Flugzeug
Die Boeing 747 (Kennzeichen: TC-MCL, c/n: 32897, s/n: 1322) war am 27. Februar 2003 werksneu an Singapore Airlines Cargo ausgeliefert worden. Die türkische Frachtfluggesellschaft ACT Airlines übernahm das Flugzeug am 5. Dezember 2015 und betrieb es im Anschluss unter anderem für Qatar Airways und Turkish Airlines.

## Unfallhergang

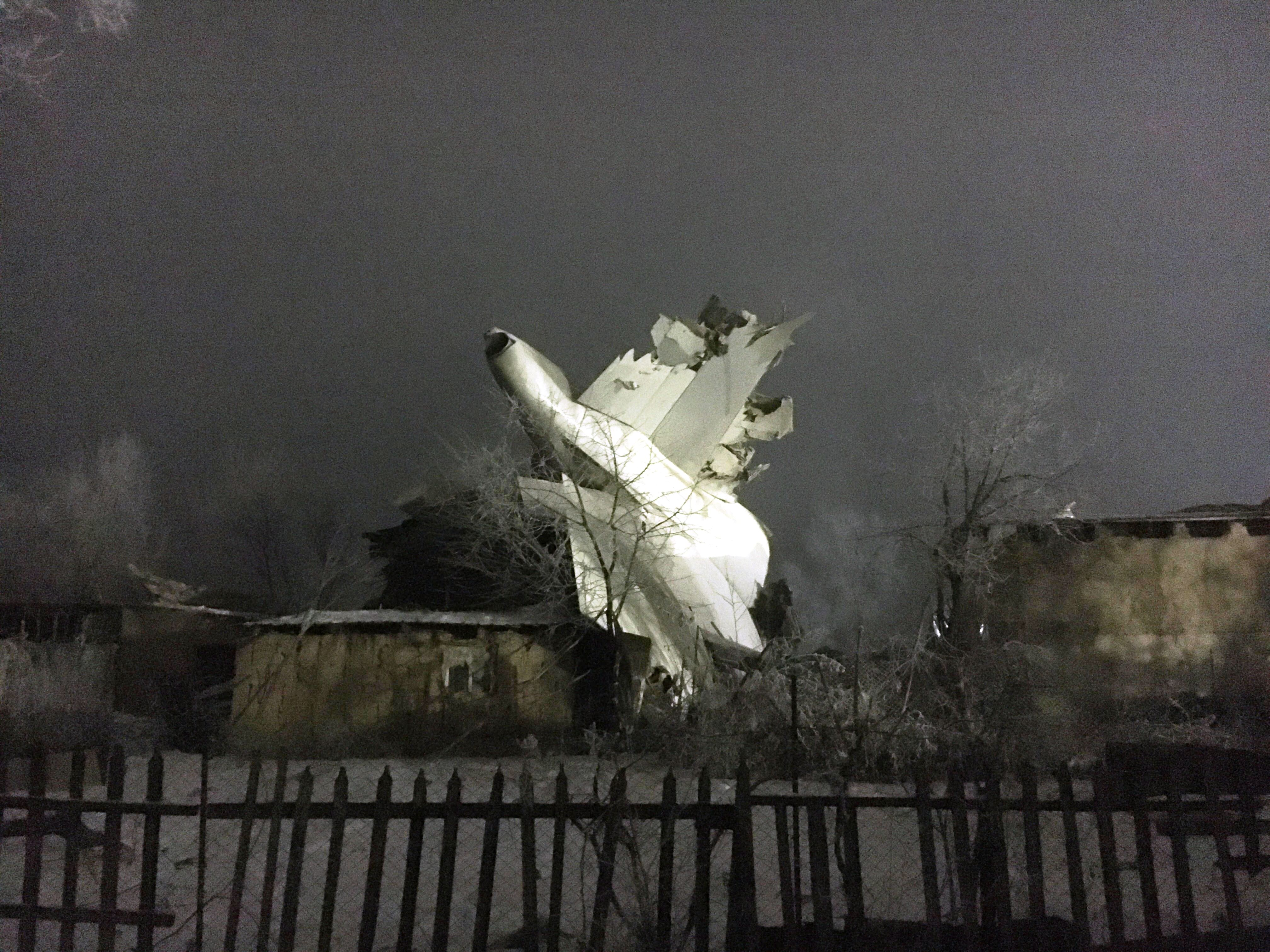
Das Heck der verunglückten Boeing 747-400F

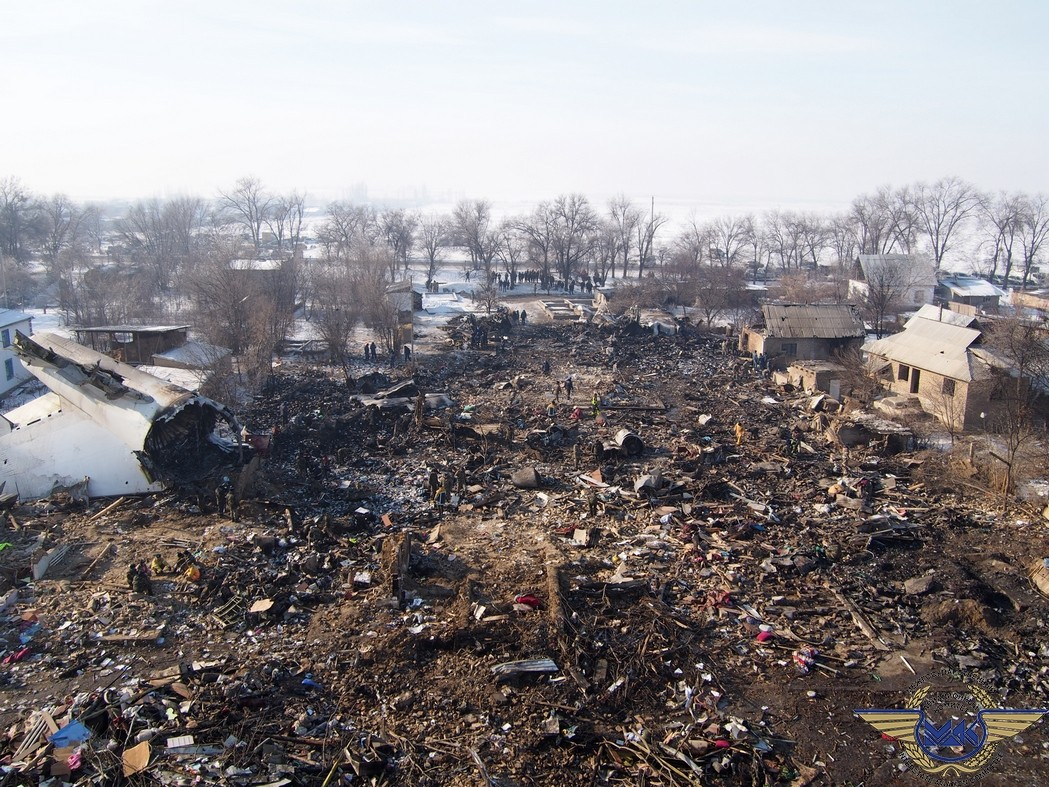
Absturzstelle in Datscha-Suu

Die Maschine sollte einen Frachtflug vom Hong Kong International Airport zum Flughafen Istanbul-Atatürk durchführen. Auf dem Flughafen Manas bei Bischkek (Kirgisistan) war eine Zwischenlandung geplant. Zum Zeitpunkt des Zwischenfalls herrschte Nebel bei einer Temperatur von −9 °C. Die Sichtweite am Boden betrug etwa 100 Meter, die vertikale Sichtweite im Endanflug etwa 50 Meter.
Die Besatzung hatte die Freigabe für einen Sinkflug auf 1040 Meter (3400 Fuß) sowie die Erlaubnis für einen ILS-Anflug gemäß CAT II auf die Landebahn 26 erhalten. Der Anflugwinkel für eine CAT-II-Landung beträgt 3 Grad. Der ILS-Anflug sollte 6 Kilometer (3,2 NM) vor der Landeschwelle in der freigegebenen Flughöhe von 3400 Fuß beginnen. Weil die Piloten zuvor nicht schnell genug Höhe abgebaut hatten, befand sich das vom Autopiloten gesteuerte Flugzeug an dieser Position um knapp 200 Meter (650 Fuß) oberhalb des ILS-Gleitpfads.
Der „Glideslope Deviation Indicator“, der den Piloten eine abweichende Position zum ILS-Gleitpfad anzeigt, schlug maximal nach unten aus. Daran und zu diesem Zeitpunkt hätte die Besatzung erkennen müssen, dass sie über den Gleitpfad hinweg geflogen war. Die Piloten erhöhten aber nicht die Sinkrate, um von oben auf den Gleitpfad zu treffen. Stattdessen setzte der Autopilot den Sinkflug auf die zuvor eingestellte Höhe von 3400 Fuß in Richtung des Landekurssenders fort (Arbeitsmodus LOC CAP/ALT HOLD). Beim Erreichen dieser Höhe ging die Maschine in den Horizontalflug über.
Knapp 1,5 Kilometer (0,8 NM) vor der Landebahn durchflog das Flugzeug den sogenannten „falschen ILS-Gleitpfad“ („false glideslope“), den der Gleitwegsender zusätzlich in einem 9-Grad-Winkel ausstrahlt. Dieser Gleitpfad wurde für die Dauer von etwa einer Sekunde von den Instrumenten an Bord empfangen und führte dazu, dass der Autopilot seinen Arbeitsmodus automatisch veränderte (von LOC CAP zu G/S CAP bzw. Gleitkurs halten). Die Maschine begann daraufhin, parallel zum richtigen ILS-Gleitpfad in einem 3-Grad-Winkel zu sinken. Die Distanz zwischen dem ILS-Gleitpfad und der tatsächlichen Position des Flugzeugs betrug nun 4,5 Kilometer, was mehr als der Gesamtlänge der Landebahn entsprach. Der „Glideslope Deviation Indicator“ machte die große Abweichung vom Gleitpfad weiterhin durch seinen Vollausschlag für die Piloten sichtbar. Die Besatzung reagierte weder auf die Darstellung des Anzeigers noch auf den zunehmenden Höhenverlust. Zudem erkannte sie nicht, dass wegen ihrer Position und der damit zu kurzen Restdistanz zur Bahn eine Landung nicht mehr möglich war.
Um 07:18 Uhr Ortszeit überflog das Flugzeug die Landeschwelle der Bahn 26 in erheblicher Höhe. Die Piloten brachen den Anflug aber, vermutlich wegen der Unkenntnis über ihre tatsächliche Position, zunächst nicht ab. In einer Höhe von 30 Metern (100 Fuß) leitete der Kapitän aufgrund der fehlenden Bodensicht ein Durchstartmanöver ein. Zu diesem Zeitpunkt hatte die Maschine bereits die gesamte Landebahn überflogen. Die Leistung der Triebwerke wurde zwar in einer Flughöhe von 16 Meter (52 Fuß) maximal erhöht (TO/GA), dennoch setzte das Flugzeug etwa 900 Meter hinter dem Bahnende und um 60 Meter nach rechts versetzt zur Mittellinie kurz auf.
Hierbei kollidierte es mit der Betonmauer, die den Flughafen umfasst.
Nach der Kollision stürzte die beschädigte Maschine in das angrenzende Dorf, wobei sie auseinanderbrach. Der aus den beschädigten Tragflächentanks strömende Treibstoff entzündete sich. Insgesamt wurden 38 Häuser am südlichen Ortsrand zerstört und weitere Gebäude beschädigt, wobei 35 Dorfbewohner ums Leben kamen und 37 weitere verletzt wurden. Drei der vier Besatzungsmitglieder wurden tot geborgen; ein Pilot verstarb auf dem Transport ins Krankenhaus. Der Cockpit Voice Recorder wurde am 17. Januar geborgen, der Flight Data Recorder einen Tag später.